# Yacimientos arqueológicos de la Araña
Los yacimientos arqueológicos de la Araña son un complejo kárstico situado en el sector oriental de la bahía de Málaga, en la zona de La Araña. Cuenta con una de las mayores concentraciones de yacimientos arqueológicos del Pleistoceno Superior de la costa de Andalucía, donde han aparecido restos preneandertales, neandertales, cromañones y grupos del neolítico y calcolítico.
Encuadrado dentro de las iniciativas de apoyo a la candidatura de la ciudad de Málaga a Capital Europea de la Cultura en 2016, se acondicionó el museo abierto Parque Prehistórico de Málaga. El parque alberga siete yacimientos arqueológicos y un centro de visitantes y su construcción consistió en dos fases: en la primera se acondicionó la zona dedicada al Paleolítico Medio y a los neandertales, que incluía los Abrigos 1, 2 y 3 y la Cueva del Humo. La zona dedicada al Paleolítico Superior comprende los Abrigos 4 y 5 mientras que los Abrigos 6 y 7 estarán incluidos en la zona dedicada a la Prehistoria Reciente (Neolítico y Calcolítico), que se acondicionarán durante la segunda fase.
El Centro de Interpretación a los visitantes se abrió el 28 de enero de 2014 con la visita usual de diferentes colegios de la ciudad.

## Complejo kárstico de cueva Navarro IV
En 2013 la zona arqueológica denominada complejo kárstico de cueva Navarro IV fue declarada Bien de Interés Cultural. Este está formado por la cueva de dicho nombre, así como por una serie de cuevas directamente relacionadas con la anterior. Los materiales carbonáticos que afloran en este complejo constituyen un acuífero de tipo kárstico. En los rellenos del paleokarst, en concreto en los depósitos mixtos (marinos y continentales), es donde principalmente se ha detectado la presencia de materiales arqueológicos que abarcan desde el Pleistoceno Superior al Holoceno Antiguo, aunque también en los depósitos continentales en cavidades que no cuentan en su base con depósitos marinos se han podido documentar numerosos materiales arqueológicos. Por otro lado destacan en estas cavidades los espeleotemas epiacuáticos, formaciones que aparecen en un número considerable, procediendo de este lugar los ejemplares de calcita en diente de perro más espectaculares de Andalucía.

### Contexto
Desde la perspectiva arqueológica, esta zona se inserta en la Bahía de Málaga, entre los municipios de Benalmádena al oeste y Rincón de la Victoria al este, configurando en la actualidad uno de los núcleos más importantes del registro Pleistoceno Superior/Holoceno Antiguo de toda la cuenca mediterránea. En este contexto encontramos yacimientos diversos como la Cueva del Toro o Calamorro (Benalmádena) que cuenta con pinturas rupestres paleolíticas e inhumaciones de la Edad del Cobre; con las cavidades de los tajos de Bajondillo (Torremolinos) cuya cronología abarca una secuencia desde el Paleolítico Medio hasta el Neolítico; la Cueva Hoyo de la Mina (Málaga) con una ocupación desde el Solutrense hasta el Calcolítico; las cuevas de la Victoria y del Higuerón (Rincón de la Victoria) con una secuencia desde el Paleolítico Superior hasta el Calcolítico, aunque también con presencia de materiales de época posterior, en concreto romana y medieval, así como la espectacular Cueva de Nerja, que también se puede relacionar directamente con los yacimientos citados de la bahía.
Comprende los siguientes yacimientos:

### Cueva del Humo
Cueva del Humo, Cueva del Montijano, La Puerta, Raja del Humo o Cueva de los Molinos: estas denominaciones hacen referencia a un mismo sitio donde han aparecido raspadores, buriles y algunos elementos de dorso que serían afines a los conjuntos magdalenienses del sector meridional de la península. En la última intervención realizada junto a restos del Paleolítico Inferior se ha localizado la presencia de industrias musterienses.
De esta cueva se han obtenido dos dataciones de sendos niveles carbonatados, uno interestratificado entre capas continentales y otro cerrando la serie a techo, y una datación más procedente de una capa estalagmítica relacionada por correlación lateral con la serie general que proporcionó una fecha alrededor de 25.000 años antes del presente.

### Raja del Caballo
También conocida como Abrigo 4 del Complejo, aunque se trata de una cueva. Los estudios han permitido registrar un primer momento representado por un conjunto de piezas musterienses, mientras que el segundo se corresponde con el período solutrense por la presencia de morfotipos bifaciales confeccionados mediante el modo plano. Por otros materiales detectados se puede hablar de una ocupación durante el Auriñaciense, Gravetiense, Magdaleniense e incluso en el Epipaleolítico Microlaminar.

### Cueva de la Virgen
Conocida como Abrigo 6 del Complejo del Humo aunque es una cueva. Los materiales líticos más antiguos son solutrenses, destacando las puntas de cara plana y de aletas, más pedúnculos. Del Neolítico Antiguo aparecen vasos cerámicos impresos, junto con un importante conjunto de útiles líticos y adornos con elementos perforados, así como brazaletes/pulseras. Del Neolítico Medio y Final se registran excelentes ejemplares de industria [hueso|ósea]] y lítica, elementos ornamentales de origen orgánico y pétreo, junto con cerámica. Por último, y ya dentro del período calcolítico, destacan un hacha metálica, elementos ornamentales en soportes malacológicos y pétreos, así como restos líticos y cerámicos.

### Cueva de los Ojos
Denominada también Abrigo 7 del Complejo del Humo. Se han localizado restos de industria lítica paleolítica y piezas cerámicas de la Prehistoria Reciente.

### Cueva Navarro IV
Los estudios detectan evidencias de la frecuentación de dicho espacio durante el Paleolítico Superior, fundamentalmente piezas líticas y restos de malacofauna, entre otros elementos, aunque se caracteriza por la presencia de pintura parietal. El sector más espacioso de dicha cueva es la Sala de las Pinturas o de las Fistulosas, de la que parten varias galerías, como la Sala del Antropomorfo o la denominada de la Estalagmita Rota. También se ha podido documentar una pequeña estancia de bóveda baja, que posiblemente sea el acceso original de Cueva Navarro IV, hoy en día colmatado, pero que conecta con el exterior a escasa distancia de la cueva del Humo y a pocos metros de la actual línea de costa. Por otro lado el registro ha permitido conocer la existencia de innumerables conductos angostos, que no contienen indicios pictóricos, pero sí fueron explorados y/o frecuentados durante el Paleolítico Superior.
Las pinturas se localizan en una sala central que cuenta con una serie de ramificaciones. Aparecen en diferentes tonos de rojos y negros, con un predominio claro de los primeros. La temática es bastante homogénea, agrupándose los motivos, según criterios morfológicos, en curvilíneos, puntuaciones, líneas de puntos, bastones o haces rectilíneos paralelos, rectilíneos cruzados o aspas, trazos pareados y un motivo naturalista (figura bovina). Entre otros motivos diversos, también hay que incluir espeleotemas teñidos.
En cuanto al repertorio figurativo, consta de un total de 149 elementos pictóricos, repartidos entre los dos grandes temas que determinan el arte rupestre paleolítico, zoomorfos e ideomorfos. En este caso sólo se aprecia una única imagen clara de animal, mientras que el resto se encuadra dentro de las diversas categorías de ideomorfos. Dentro de este grupo el motivo que más se repite es el de líneas de puntos, seguido ya a distancia de manchas planas y puntuaciones unitarias. Desde el punto de vista estilístico, el zoomorfo se adscribe al estilo III de Leroi-Gourhan, que abarcaría las fases finales del Solutrense y el Magdaleniense inicial. En concreto esta figura pertenecería al Solutrense. El repertorio parietal desarrollado en esta cueva tiene semejanzas, tanto desde el punto de vista temático como compositivo, con otros yacimientos de Málaga, como las cuevas del Toro o Calamorro (Benalmádena), la Pileta (Benaoján) o la Cueva de Nerja, aunque también hay paralelos en otras provincias andaluzas.
Los motivos desarrollados mantienen combinaciones abstractas normalizadas que rigen en alguna medida la sintaxis entre los signos, concibiendo nuevas ecuaciones al ir sumando otros elementos gráficos, siempre afines a la sinopsis fundamental, de manera que esas pautas combinatorias, junto con sus similares estructuras topo-iconográficas, inducen a pensar en mensajes gráficos codificados, al menos, en las paredes de las cavidades durante los momentos finales del Paleolítico. Tanto por paralelos como por las características de esta cueva, que contempla aspectos compositivos y estructurales, la datación de la cueva se centraría en el período solutrense.